# Halicmetus reticulatus
Halicmetus reticulatus är en fiskart som beskrevs av Smith och Lewis Radcliffe 1912. Halicmetus reticulatus ingår i släktet Halicmetus och familjen Ogcocephalidae. Inga underarter finns listade i Catalogue of Life.